# Spokane

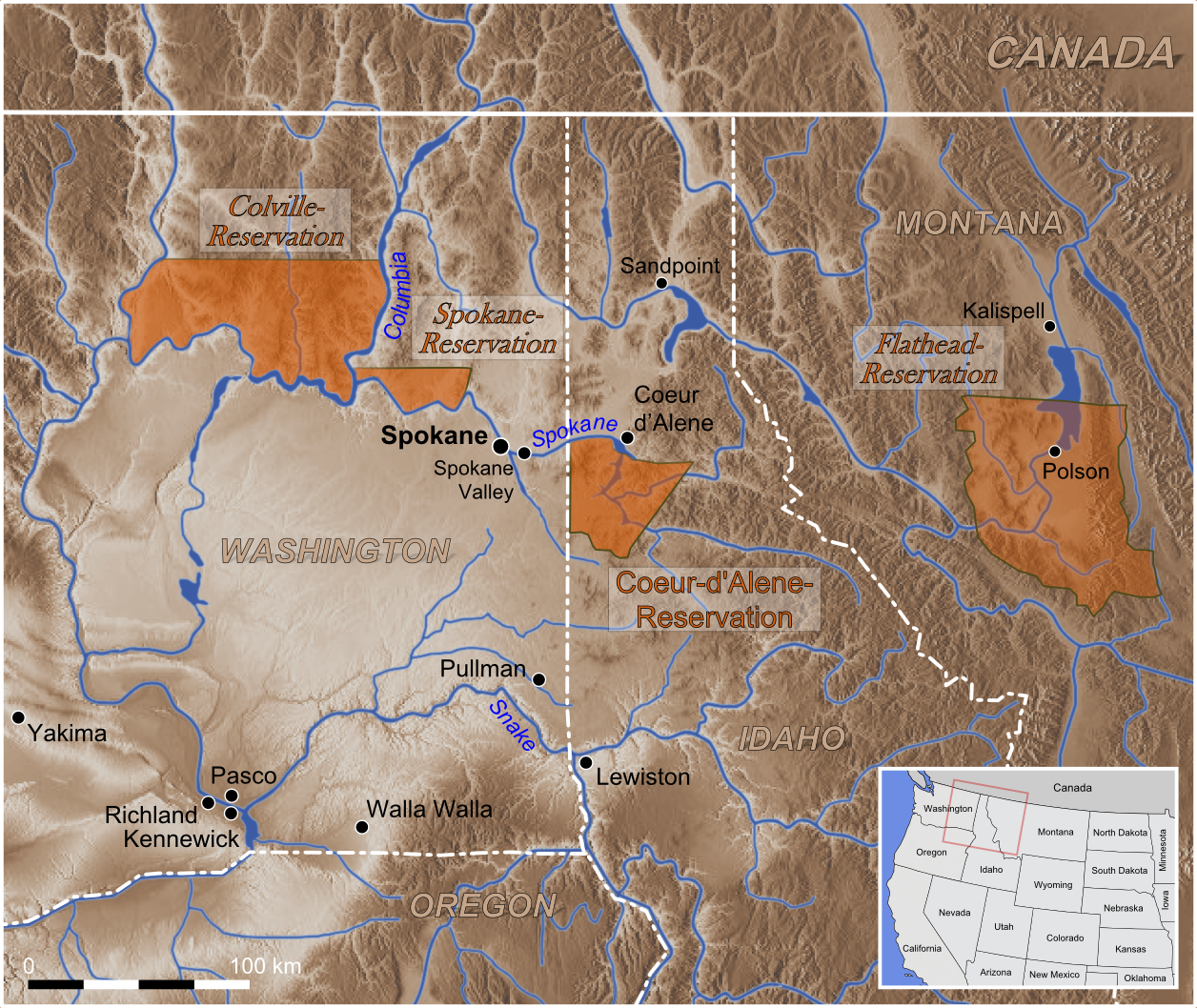
Spokane

Los spokane o Npoqínišcn son una tribu amerindia, cuya lengua pertenece a las lenguas salish. Su nombre —que proviene de «Sin-slik-ho-ish», «Sintutulish», «Sma-hu-men-a-ish» (en spokane), «Skai-schil-t'nish», «ske-chei-a-maus», «Schu-el-stish», «Sin-poil-schne», «Sin-shee-lish»— quería decir «hijos del sol». La ciudad de Spokane, Washington lleva su nombre por esta tribu.

## Localización
Vivían en las orillas del río Spokane, en la parte oriental del estado de Washington y norte de Idaho. Actualmente viven en la reserva Spokane, cerca de Wallpint (Washington). 

## Demografía
Eran probablemente unos 600 en 1805, pero fueron reducidos a 450 en 1853. En 1909 eran unos 509 en Washington y 104 en Idaho. En 1960 eran unos 926 en Washington, y en 1980 eran un millar, de los cuales solo 100 hablaban su lengua.
Según el censo de los EE. UU. de 2000, había 2.198 spokane puros, 26 más mezclados con otras tribus, 418 con otras razas, y 11 con otras razas y otras tribus. En total, 2.653 individuos.
Según datos del Bureau of Indian Affairs (BIA, Oficina de Asuntos de Nativos Americanos) de 1995, en la reserva Spokane vivían 1.416 individuos (2.139 apuntados al rol tribal).

## Costumbres
Cultural y lingüísticamente, estaban relacionados con los colville, kalispel y pend oreille, flathead y skitwish o coeur d’alene.
Su cultura es intermedia entre la de las tribus del Noroeste y las tribus de las llanuras y del altoplano, y toman rasgos culturales de los chinook y de sus vecinos nez perce.

## Historia
En 1805 fueron hallados por vez primera por la Expedición de Lewis y Clark, que les llamaron Lartielo, y más tarde contactaron con los agentes y tramperos de la Compañía de la Bahía de Hudson y de la American Fur Company.
De 1839 a 1849 se estableció una misión cristiana en Chemakane, donde Paul Kane pudo entrevistarse con el caudillo Tun-se-ne-ho o Man without blood. 
Cuando estalló la Guerra Cayuse (1847-50), hubieron de cerrar la misión, pero el caudillo Garry protegió a los misioneros.
Los de la cuenca alta fueron evangelizados en 1841 por los jesuitas De Smet y Point, y gracias a los misioneros católicos no dieron apoyo a los umatilla, yakama y Walla Walla en la guerra de 1856-1858, cosa que sí hizo el resto de la tribu.
En 1855 firmaron, como las otras tribus, el Tratado de Wallawalla, pero en 1858 dieron apoyo a la Guerra de los Coeur d’Alene. Después de esto, los de Washington fueron a la reserva Colville y los de Idaho a la de los Coeur d’Alene, hasta que constituyeron su propia reserva gracias a los esfuerzos de su jefe Moses.
Su miembro más destacado es la escritora Gloria Bird.
- Datos: Q491709
- Multimedia: Spokane tribe / Q491709